# 宽叶假脉蕨
宽叶假脉蕨（学名：Crepidomanes latifrons）为膜蕨科假脈蕨属下的一个种。

## 扩展阅读
- 維基物種上的相關：宽叶假脉蕨